# Tricimba vulgaris
Tricimba vulgaris är en tvåvingeart som beskrevs av Ismay 1993. Tricimba vulgaris ingår i släktet Tricimba och familjen fritflugor. Inga underarter finns listade i Catalogue of Life.